# Egon (drengenavn)
 For alternative betydninger, se Egon. (Se også artikler, som begynder med Egon)
Egon er et dansk drengenavn af tysk oprindelse, som menes at betyde "sværdets æg". Ifølge Danmarks Statistik var der i 2011 5.867 personer i Danmark med navnet. Dets popularitet er meget faldende i disse år, idet der var 8.437 med navnet i 2001.

## Kendte personer med navnet
- Egon Jensen, dansk politiker og minister.
- Egon Krenz, tysk tidligere politiker, DDRs sidste leder.
- Egon Mathiesen, dansk forfatter og billedkunstner.
- Egon Schiele, østrigsk kunstmaler.
- Egon Weidekamp, dansk politiker og overborgmester i København.

## Navnet anvendt i fiktion
- Egon Olsen er den figur, der lægger navn til den danske filmserie om Olsenbanden. Figuren spilles af Ove Sprogøe.
- Egon Hansen er en figur fra den danske tv-serie Huset på Christianshavn. Figuren spilles af Willy Rathnov.
- Cykelmyggen Egon er en børnebog af Flemming Quist Møller.